# Stok
Stok é uma aldeia do Ladaque, noroeste da Índia, pertencente ao distrito de Lé. Situa-se no bloco de Chuchot, tehsil de Lé, 13 km a sul desta última cidade por estrada. Em 2011 tinha 1 471 habitantes, 48% do sexo masculino e 52% do sexo feminino.
Situa-se a cerca de 3 350–3 500 metros de altitude, no vale do rio Stok, afluente da margem esquerda do Indo, que atravessa a aldeia. Esta é conhecida pelo Palácio de Stok, residência de verão da família real do Ladaque, e pelo Mosteiro de Stok, de monges budistas tibetanos da seita Gelug ("chapéus amarelos").
O palácio foi construído pelo rei do Ladaque Tsepal Thondup Namgyal (r. 1790–1841) no primeiro quartel do século XX como residência real de verão e desde que 1846, quando a monarquia foi destronada que é a residência da família real. Tem muitas semelhanças com o Palácio de Lé, embora seja mais pequeno. Atualmente, uma grande parte dele é um museu e outra parte é um hotel.